# Береговой хребет

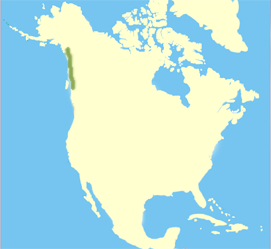
Расположение Берегового Хребта на карте Северной Америки

Берегово́й хребе́т (англ. Coast Mountains) — самая западная цепь горных хребтов, протянувшихся вдоль побережья Северной Америки от озера Атлин до реки Фрейзер. Береговой хребет является частью Тихоокеанских Береговых хребтов горной системы Кордильеры. Длина хребта около 1600 км, ширина до 300 км. Средняя высота хребта составляет около 3000 метров, наибольшая высота 4016 метров (гора Уоддингтон). Сложен большей частью гранитами. Сильно расчленён глубокими поперечными долинами и фьордами, возникшими вдоль тектонических трещин.
Образуя преграду влажным ветрам с Тихого океана, Береговой хребет получает до 4000 мм осадков в год на западном наветренном склоне и до 2000 мм на восточном склоне. Покрыт густыми хвойными лесами (псевдотсуга, тсуга, туя складчатая, туя западная, кипарисовик нутканский, ситхинская ель). Выше границы леса (1000—1200 м над уровнем моря в северной части хребта и 1500—1800 м в южной части) находятся зоны горной тундры и альпийских лугов, граничащие с вечными снегами и ледниками, местами опускающимися до уровня моря. Самым крупным является ледник Таку, который спускается с ледникового поля Джуно.
Провинциальный парк Гарибальди в отрогах Берегового Хребта является одним из самых известных парков Британской Колумбии.

## География
Береговой хребет состоит из трех основных частей:
- Тихоокеанский хребет (англ. Pacific Ranges) — самая южная часть Берегового хребта, расположенная между рекой Фрейзер на юге и долиной реки Белла-Кула на севере. В этой части хребта расположена и высочайшая его вершина — гора  Уоддингтон высотой 4016 метров, а также несколько ледниковых шапок.
- Хребет Китимат расположен между долиной реки Белла-Кула и долиной реки Насс.
- Пограничные хребты (англ. Boundary Ranges) - несколько небольших хребтов, расположенных между долинами рек Насс и Келсаль. Здесь же, близ столицы штата Аляска, расположен одноимённый ледник Джуно.

К югу расположено несколько так называемых Береговых хребтов, расположенных от штата Вашингтон до Мексики.
Крупнейшими озёрами южной части Берегового хребта являются Харрисон и Чилко.

## Главные вершины Берегового Хребта
| Название         | Оригинальное название | Абсолютная высота (м) | Относительная высота (м) | Координаты                       |
| ---------------- | --------------------- | --------------------- | ------------------------ | -------------------------------- |
| Гора Уоддингтон  | Mount Waddington      | 4 016                 | 3 289                    | 51°22,30′ с. ш. 125°15,70′ з. д. |
| Гора Монарк      | en:Monarch Mountain   | 3 555                 | 2 930                    | 51°54′ с. ш. 125°52,60′ з. д.    |
| Гора Скихист     | en:Skihist Mountain   | 2 968                 | 2 463                    | 50°11,30′ с. ш. 121°54,20′ з. д. |
| Гора Ратц        | en:Mount Ratz         | 3 090                 | 2 430                    | 57°23,60′ с. ш. 132°18,20′ з. д. |
| Гора Квин-Бесс   | en:Mount Queen Bess   | 3 298                 | 2 355                    | 51°16,30′ с. ш. 124°34,10′ з. д. |
| Гора Рейзербак   | en:Razorback Mountain | 3 183                 | 2 253                    | 51°35,40′ с. ш. 124°41,50′ з. д. |
| Гора Уэдж        | en:Wedge Mountain     | 2 892                 | 2 249                    | 50°08′ с. ш. 122°47,60′ з. д.    |
| Гора Оттер       | en:Otter Mountain     | 2 692                 | 2 242                    | 56°0,40′ с. ш. 129°41,60′ з. д.  |
| Гора Сильвертрон | en:Mount Silverthrone | 2 860                 | 974                      | 51°31,70′ с. ш. 126°6,80′ з. д.  |
| Кватна-Пик       | Kwatna Peak           | 2 290                 | 2 225                    | 52°4,20′ с. ш. 126°57,60′ з. д.  |
| Скуд-Пик         | Scud Peak             | 2 987                 | 2 172                    | 57°14,50′ с. ш. 131°10,10′ з. д. |